# احمد مال الله (بازیکن فوتبال اماراتی)
احمد مال الله (انگلیسی: Ahmed Malallah؛ زادهٔ ۹ نوامبر ۱۹۹۱) یک بازیکن فوتبال است.